# Emily Hughes
Pour les articles homonymes, voir Hughes.
Emily Hughes, née le 26 janvier 1989 à Great Neck (New York), est une patineuse artistique américaine. Elle est la sœur cadette de Sarah, championne olympique de patinage artistique aux Jeux olympiques d'hiver de 2002. Elle est médaillée d'argent aux championnats des États-Unis 2007.

## Biographie

### Vie personnelle
Hughes est née à Great Neck, New York. Son père, John Hughes est un canadien d'origine irlandaise. Il a fait partie de l'équipe de hockey de l'Université Cornell. Sa mère, Amy Pastarnack, est juive et une survivante du cancer du sein. C'est d'ailleurs une des raisons pour lesquelles Hughes s'implique dans plusieurs causes pour la recherche sur le cancer du sein, dont le spectacle Skating for Life.
Emily est cinquième d'une famille de six enfants. Une de ses sœurs aînées, Sarah, est la championne olympique de patinage artistique aux Jeux olympiques d'hiver de 2002.
En 2002, elle a collaboré à l'écriture d'un livre avec Jane Feldman intitulé I Am a Skater.
Elle est diplômée de Great Neck North High School depuis juin 2007. Le 26 avril 2007, elle a annoncé qu'elle ira à l'Université Havard à compter de l'automne.

### Carrière sportive
Hughes s'est qualifiée pour ses premiers championnats des États-Unis de niveau junior en 2002, et se classe 11e. Un classement qu'elle a répété la saison suivante. Elle ne s'est pas qualifiée pour les championnats des États-Unis de 2004, après une 5e place lors du championnat régional.
Lors de la saison 2004/2005, Emily fit ses débuts au niveau senior. Aux championnats des États-Unis, elle se classa 6e et obtint une place pour les championnats du monde junior où elle a remporté une médaille de bronze. C'était sa première compétition de niveau international.

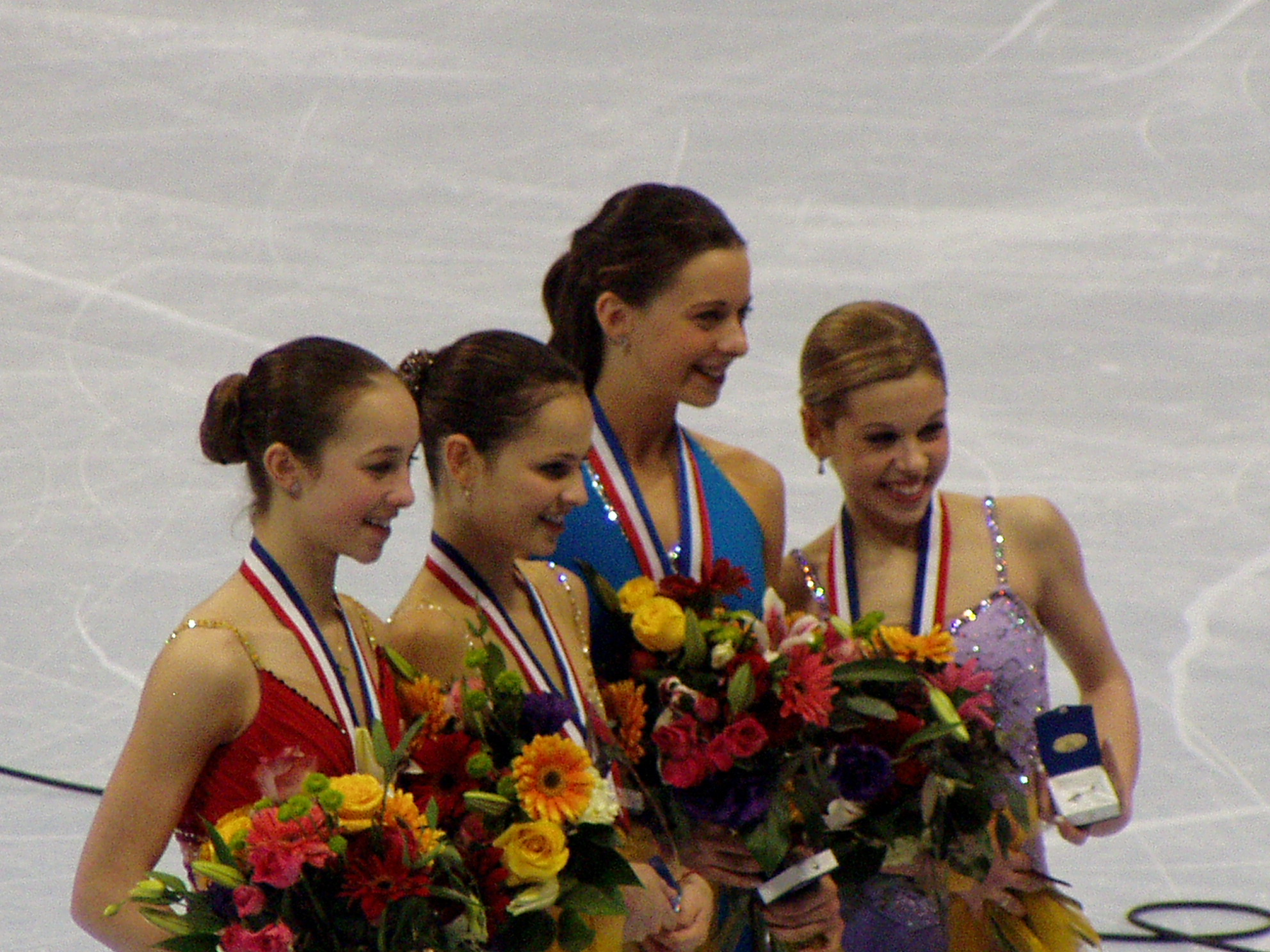
Emily Hughes avec Kimmie Meissner, Sasha Cohen et Katy Taylor aux championnats des États-Unis 2006.

À la saison 2005/2006, Emily participa à son premier Grand Prix. Elle se classa 5e à ses deux compétitions. Aux championnats des États-Unis 2006, elle remporta la médaille de bronze et fut nommée substitut à l'équipe américaine olympique. Après le forfait de Michelle Kwan, Hughes fut nommée sur l'équipe américaine et s'envola pour Turin. Elle a terminé 7e aux Jeux Olympiques de 2006. Aux championnats du monde 2006, elle se classa 8e.
Lors de la saison 2006/2007, Emily a remporté sa première médaille sur le circuit du Grand Prix. Puis, elle remporta la médaille d'argent aux championnats des États-Unis 2007. Aux championnats du monde, elle termina 9e.
Durant la saison 2007/2008, Emily termina 4e à ses 2 compétitions du Grand Prix. Le 14 janvier 2008, Hughes déclara forfait des championnats des États-Unis 2008 à cause d'une blessure.
Étant donné son absence des championnats du monde 2008, Emily n'eut qu'une seule assignation lors du Grand Prix 2008/2009. Elle participa au Trophée Éric-Bompard où elle termina 9e. Le 19 janvier 2009, Emily déclara une nouvelle fois forfait des championnats des États-Unis 2009 à cause d'une blessure à la cheville.
Emily fit un retour à la compétition lors du Grand Prix, Skate America 2009, où elle termina 7e. Elle participa aux championnats américains en janvier 2010, en espérant obtenir une place pour les Jeux Olympiques. Elle termina 9e, et ne fut pas qualifié pour l'équipe olympique.
Emily Hughes est maintenant en voie d'être diplômée de l'université Havard en 2011.

### Changements d'entraîneur
Emily Hughes s'est entraîné très longtemps avec Bonni Retzkin. À la suite de son admission à l'Université Havard en 2007, elle doit déménager à Boston. Elle quitta Retzkin, pour s'entraîner avec Mark Mitchell et Peter Johansson au Skating Club of Boston.

## Palmarès
| Compétition                   | 2005    | 2006    | 2007    | 2008    | 2009    | 2010    |  |  |  |  |  |  |  |  |
| Jeux olympiques d'hiver       |         | 7e      |         |         |         |         |  |  |  |  |  |  |  |  |
| Championnats du monde         |         | 8e      | 9e      |         |         |         |  |  |  |  |  |  |  |  |
| Quatre continents             |         |         | 2e      |         |         |         |  |  |  |  |  |  |  |  |
| Championnats des États-Unis   | 6e      | 3e      | 2e      | F       | F       | 9e      |  |  |  |  |  |  |  |  |
| Championnats du monde juniors | 3e      |         |         |         |         |         |  |  |  |  |  |  |  |  |
|                               |         |         |         |         |         |         |  |  |  |  |  |  |  |  |
| Grand Prix ISU                | 2004/05 | 2005/06 | 2006/07 | 2007/08 | 2008/09 | 2009/10 |  |  |  |  |  |  |  |  |
| Skate America                 |         | 5e      | 5e      | 4e      |         | 7e      |  |  |  |  |  |  |  |  |
| Skate Canada                  |         |         |         | 4e      |         |         |  |  |  |  |  |  |  |  |
| Coupe de Chine                |         |         | 3e      |         |         |         |  |  |  |  |  |  |  |  |
| Trophée de France             |         |         |         |         | 9e      |         |  |  |  |  |  |  |  |  |
| Coupe de Russie               |         | 5e      |         |         |         |         |  |  |  |  |  |  |  |  |
| Légende : F = Forfait         |         |         |         |         |         |         |  |  |  |  |  |  |  |  |

## Livre
- Feldman, Jane. I Am a Skater.. - New York : Random House Books for Young Readers, 2002. (Young dreamers)  (ISBN 978-0375802560)

## Sources
- (en) Cet article est partiellement ou en totalité issu de l’article de Wikipédia en anglais intitulé « Emily Hughes » (voir la liste des auteurs).